# Piz Ciavazes
Der Piz Ciavazes (auch Piz de Ciavazes) ist ein Berg in der Sellagruppe in den Dolomiten. Mit seiner Höhe von 2828 m s.l.m. bildet er den mächtigen südwestlichen Eckpfeiler der Gruppe. Nach Westen läuft der Ciavazes in den Sellatürmen zum Sellajoch aus.

## Geographie und Geologie
Von Norden fällt der Berg als einzelne Erhebung nicht sonderlich auf, während seine Südwand aus Selladolomit imposant unmittelbar über der Großen Dolomitenstraße zwischen dem Sellajoch oder Canazei und dem Pordoijoch aufragt. Im Nordosten schließen auf den Hochplateau Piz Lastiës und Piz Sëlva (2941 m s.l.m.) an. Der eigentliche Gipfel ist ein kleiner Felsaufbau aus Dolomia Principale („Hauptdolomit“), der von Schutt über einem flachen Band aus Pordoi-Formation umgeben ist und nur relativ selten aufgesucht wird.

## Geschichte
Der Piz Ciavazes tritt bereits im späten 11. Jahrhundert urkundlich als „mons Cauaz“ in Erscheinung, als ein gewisser Grimold sich mit Gesandten des Hochstifts Freising über Besitz- und Nutzungsrechte an Grödner Alpweiden vergleicht.
Der Berg wurde erstmals am 18. August 1892 durch H. Bertram, H. Binn, H. Lorenz, O. Nafe, Th. und M. Smoluchowski aus dem nordöstlich gelegenen Sattel (2730 m s.l.m.) zwischen dem Gipfel und dem Piz Sëlva bestiegen. Der heutige Normalweg führt im Schwierigkeitsgrad I vom Sellajoch über den Pößnecker Klettersteig zum großen Schuttfeld auf der Nordseite des Ciavazes und von dort weiter, unterhalb des Gipfels nach Osten querend, zu besagtem Sattel und weiter auf den Piz Sëlva. Der Gipfel des Ciavazes wird dabei üblicherweise nicht bestiegen, ein Aufstieg ist aber unschwierig aus der Scharte zum Piz Sëlva über den Nordostgrat möglich.
Schaustück des Piz Ciavazes ist seine Südwand, die in der Mitte durch das markante Gamsband gegliedert wird. Diese Wand ist dank der kurzen Zustiege und des im unteren Teil festen Felses ein beliebtes Kletterziel, das wegen seiner südseitigen Exposition schon zeitig im Jahr und kurz nach Schlechtwetter wieder trocken und kletterbar ist.   Durch die Wand führen mehrere erstklassige Routen, deren bekannteste die Große Micheluzzi (Luigi Micheluzzi und Ettore Castiglioni am 26. September 1935, VI- oder V/A0) ist. Das Gamsband hingegen erlaubt eine Querung der gesamten Südwand auf Pfaden mit einzelnen Kletterstellen im Schwierigkeitsgrad I.